# Kuckssee
Kuckssee är en kommun i Landkreis Mecklenburgische Seenplatte i förbundslandet Mecklenburg-Vorpommern i Tyskland.
Kommunen bildades den 1 januari 2008 genom en sammanslagning av de tidigare kommunerna Krukow, Lapitz och Puchow. Kommunen fick namnet från sjön Kuckssee.
Kommunen ingår i kommunalförbundet Amt Penzliner Land tillsammans med kommunerna Ankershagen, Möllenhagen och Penzlin.